# Johann Friedrich von Merkatz (Oberst)
Johann Friedrich von Merkatz (* 1698 in Berlin; † 29. März 1763 in Neisse) war ein preußischer Oberst und Chef des Schlesischen Artilleriekorps.

## Leben

### Herkunft
Sein Vater war der preußische Oberstleutnant der Artillerie Friedrich Meerkatz († 1719 in Wesel).

### Militärkarriere
Merkatz kam 1713 zum Artilleriekorps und wurde am 6. April 1717 Sekondeleutnant und avancierte bis 1729 zum Stabskapitän. 1734 machte er den Rheinfeldzug als Kommandeur der Artillerie mit. Im Jahr 1736 wurde er Kapitän. Für seine Verdienste wurde Merkatz am 28. September 1737 von König Friedrich Wilhelm I. in den Adelsstand erhoben; zudem erhielt er den Orden De la Générosité. Im gleichen Jahr wurde er als Major in die Festung Pillau versetzt. Im Ersten Schlesischen Krieg marschierte er im Dezember 1740 mit der Armee nach Schlesien und kämpfte bei Mollwitz und Chotusitz. Zudem wurde er im Jahr 1741 zum Oberstleutnant befördert.
Im Zweiten Schlesischen Krieg konnte Merkatz sich bei Kesselsdorf auszeichnen, wo er als Kommandeur der Batterien des Zentrum agierte. Nach dem Krieg stieg er im Jahr 1747 zum Oberst auf. Im Jahr 1756 übernahm er das Schlesische Artilleriekorps. Zudem hatte er die Aufsicht über sämtliche Zeughäuser der Provinz Schlesien. Er starb in dieser Position am Ende des Siebenjährigen Krieges im März 1763 in Neisse.

### Familie
Merkatz war mit Amalie Keller (* 1706; † 23. Dezember 1791) verheiratet. Aus der Ehe ging der spätere preußische Generalmajor Johann Friedrich von Merkatz (1729–1815) hervor.